# Hatski jezik
Hatski jezik (ISO 639-3: xht; het. hattili) je jezik drevnih Hata, izumrli jezik koji se govorio u Anatoliji. Vrlo malo se zna o hatskom jeziku.

## Osobine
Hatski je bio vjerojatno aglutinativni jezik. Poznato je svega nekoliko prefiksa i sufiksa s jednostavnim značenjima:
- wa- (kolektivnu množina): wa-sapu "bogovi"
- le- množina: le-pinu "djeca"
- i- posvojnost: le-i-binu "njegova djeca"
- -il pridjev muškog roda: Arinn-il "Arinnin"
- -it pridjev ženskog roda: Arin-it "Arinnina"
- -an, -un genitiv: takeha-un "lava" (takeha "lav")

Poznati rječnički fond uključuje npr.:
- pinu "dijete"
- sapu "bog"
- Kašku "Mjesečev bog" (ime)
- Wurušemu "Sunčeva božica" (ime)
- hilamar "hram"

U hatskom postoji određen broj riječi koje imaju hurijske usporednice:
- kait (hurijski kate) "ječam"
- wur (hurijski hawuri) "zemlja"
- arinna (hurijski arinni) "izvor"

Jezik sigurno nije semitski niti indoeuropski.
Dosta jezikoslovaca povezuje hatski sa sjeverozapadnim kavkaskim jezicima kao što su npr. adigejski i abhaski jezik. O tome ne postoji općenito slaganje među stručnjacima, pa se za sada jezik smatra izoliranim.

## Vanjske poveznice
- The Hattian Language  Arhivirana inačica izvorne stranice od 25. prosinca 2009. (Wayback Machine)
- Дунаевская И. М., Дьяконов И. М. Хаттский (протохеттский) язык // Языки Азии и Африки. Т. III. - М., 1979. - С. 79-83 (rus.)
- Trenutačno izdanje Ethnolguea: kôd xht